# Pagar Ujong
Pagar Ujong fou un antic estat de Sumatra, annexionat per Holanda el 1834 i esdevingut un districte de la regència de Bengkalis a la residència de la Costa Oriental.
El 1680 el nominal sobirà de Menangkabau, Yang di Pertuan Alif, va morir, i el regne va acabar dividit en cinc parts que van formar cinc nous estats, una de les quals era Pagar Ujong. El 1821, Yang-di-pertuan Sultan Alam Bagager, Yang-di-pertuan Raja Jansir i Yang-di-pertuan Sultan Krayahan Alam, sobirans de Pagar Ujong, de Minangkabau i de Suroasso, que havien estat enderrocats per la secta dels "padris", van cedir la sobirania dels seus territoris a favor d'Holanda. Alam Bagager fou succeït a Pagar Ujong pel seu fill Raja Yahsir Alam (1821 - 1834) fins que en aquest any l'estat fou suprimit i annexionat pels holandesos.